# フォンス (会社)
株式会社フォンス（FONZ）は、長野県北佐久郡軽井沢町に本社を置く、飲食業を主体とした事業者である。
蕎麦『川上庵』、日本食『酢重』、ベーカリー『沢村』といった飲食店・食料品店の運営で知られる。

## 解説
軽井沢を中心に東京、京都、鎌倉、名古屋、シンガポールなどにも事業を展開している。
創業者は、長野県軽井沢生まれの小山正。家業は信州小諸で300年程前から続く味噌蔵であった（屋号は「酢重」）。慶應義塾大学卒業後、地元軽井沢に戻り、2000年に共同経営者と共に本社を創業した。地域の食文化や特色を反映し、空間デザインにも力を入れた店舗づくりで知られる。